# Rubén Bentancourt
Rubén Daniel Bentancourt Morales (ur. 2 marca 1993 w Salto) – urugwajski piłkarz pochodzenia włoskiego występujący na pozycji napastnika, od 2024 roku zawodnik Nacionalu.